# Minnie Gentry
Minnie Gentry (* 2. Dezember 1915 in Norfolk, Virginia; † 11. Mai 1993 in New York City, New York), geboren als Minnie Lee Watson, war eine US-amerikanische Schauspielerin. Einige Quellen geben als Sterbedatum den 6. Mai 1993 an.

## Leben
Gentry wurde als Minnie Lee Watson in Norfolk im US-Bundesstaat Virginia als Tochter von Mincie und Taylor Watson geboren. Ihr Urenkel ist der Schauspieler Terrence Howard.
Die Familie zog nach Cleveland in Ohio als sie fünf Jahre alt war. Im Alter von neun Jahren begann sie an der Phyllis Wheatley School of Music mit dem Klavierunterricht und sang im Kirchenchor von St. John. Später startete sie mit der Schauspielerei im Friendly Inn Settlement. Es folgten Auftritte in zahlreichen Bühnenstücken des afroamerikanischen Theaters als Teil der Gilpin Players am Karamu House in Cleveland – dem Theater blieb sie über 60 Jahre treu und spielte dort zuletzt im Jahr 1990.
Am 28. September 1932 heiratete sie – im Alter von 17 Jahren – Lloyd Gentry, den sie ein Jahr zuvor kennengelernt und der sie an das Karamu House gebracht hatte. Das Paar hatte eine gemeinsame Tochter namens Marjorie. Sie ließen sich später scheiden.
Im Jahr 1946 kam sie nach New York City und trat am Broadway in Lysistrata auf. Zwischen 1949 und 1960 spielte sie in verschiedenen Produktionen in Cleveland. 1961 war sie in einer Produktion von The Blacks erneut in New York zu sehen und 1965 in The Amen Corner am Saville Theatre in London. In den 1970er-Jahren spielte sie am Broadway in All God’s Chillun Got Wings, The Sunshine Boys und Ain’t Supposed to Die a Natural Death. Sie war auch am Off-Broadway zu sehen, beispielsweise als Mu’ Dear in Black Girl.
Vor der Kamera spielte sie in mehreren Filmen, darunter Die Nacht der Dämonen, The Brother from Another Planet, Vampire in New York und Jungle Fever. Im Fernsehen verkörperte sie ab 1970 Tante Bess in der Fernsehserie All My Children und Miriam George in Ryan’s Hope. Sie war auch als Gramtee in der Bill Cosby Show zu sehen. Einen ihrer letzten Auftritte vor der Kamera hatte sie im Jahr 1992 in dem Film Bad Lieutenant mit Harvey Keitel. Im deutschen Sprachraum wurde Gentry unter anderem von Tilly Lauenstein, Haide Lorenz und Evelyn Meyka synchronisiert.
Gentry starb im Alter von 77 Jahren in ihrem Haus in Manhattan und wurde auf dem 
Evergreen Memorial Park Cemetery in Bedford Heights beigesetzt.

## Filmografie (Auswahl)
- 1970: All My Children (Fernsehserie)
- 1972: Georgia, Georgia
- 1972: Wenn es dunkel wird in Harlem
- 1973: Godfather of Harlem – Der Pate von Harlem
- 1974: Claudine
- 1974: Salty (Fernsehserie)
- 1975: The American Parade (Miniserie)
- 1976: Just an Old Sweet Song (Fernsehfilm)
- 1977: Stock Car Race – Höllenjagd auf heißen Pisten
- 1979: Ryan’s Hope (Fernsehserie)
- 1979: Hollow Image (Fernsehfilm)
- 1984: Der Typ vom anderen Stern
- 1986: America
- 1988: Die Nacht der Dämonen
- 1990: Vampire in New York
- 1990: Die Bill Cosby Show (Fernsehserie)
- 1990: Law & Order (Fernsehserie)
- 1992: Bad Lieutenant
- 1992: Here and Now (Fernsehserie)

## Theater (Auswahl)
- 1946: Lysistrata (Broadway, New York City)[6][11]
- 1961: A Raisin in the Sun (Karamu House, Cleveland)[4]
- 1961: The Blacks (New York City)[4]
- 1965: The Amen Corner (Saville Theatre, London)[1]
- 1971–1972: Ain’t Supposed to Die a Natural Death (Ethel Barrymore Theatre, The Ambassador Theatre; Broadway, New York City)[6][11]
- 1972: Black Girl (Off-Broadway, New York City)[1]
- 1972–1974: The Sunshine Boys (Broadhurst Theatre, The Shubert Theatre, The Lunt-Fontanne Theatre; Broadway, New York City)[6][11]
- 1975: All God’s Chillun Got Wings (Circle in the Square Theatre, Broadway, New York City)[6][11]
- 1982: A Raisin in the Sun (Karamu House, Cleveland)[4]
- 1990: Dreams of Callahan (Karamu House, Cleveland)[4]

## Auszeichnungen
- 1972: Tony Nominierung[4]
- 1985: Outstanding Pioneer Award für ihren Beitrag zum schwarzen Theater[4]